# Michèle Rohrbach
Michèle Rohrbach (* 28. Dezember 1974) ist eine ehemalige Schweizer Freestyle-Skierin. Sie war auf die Disziplin Aerials (Springen) spezialisiert und gewann zwei Silbermedaillen bei Weltmeisterschaften sowie ein Springen im Weltcup.

## Biografie
Michèle Rohrbach gewann im März 1994 die Aerials-Goldmedaille im Rahmen der Internationalen Jugendmeisterschaften in Laajavuori und gab eine Woche später in Meiringen-Hasliberg ihr Debüt im Freestyle-Skiing-Weltcup. Nachdem sie zuvor nie besser als Zwölfte klassiert gewesen war, gewann sie im Januar 1996 in Blackcomb den ersten und einzigen Weltcup ihrer Karriere. Nach weiteren Podestplätzen, darunter drei zweite Ränge am Stück, errang sie bei ihren ersten Weltmeisterschaften in Iizuna Kōgen hinter Kirstie Marshall die Silbermedaille. In der Weltcup-Disziplinenwertung erreichte sie als Vierte ein Karrierehoch. Bei den Olympischen Spielen 1998 kam sie hingegen nicht über Rang elf hinaus.
Ab der Saison 1998/99 startete sie vermehrt auch im Europacup und sicherte sich in jenem Winter mit zwei Siegen sowohl den Gewinn der Gesamt- als auch der Aerials-Wertung. Bei den Weltmeisterschaften in Meiringen-Hasliberg belegte sie Rang 13. Trotz durchwachsenen Weltcup-Ergebnissen konnte Rohrbach bei den Weltmeisterschaften in Whistler hinter Veronika Bauer erneut eine Silbermedaille gewinnen. Weil sie sich nicht mehr für die Olympischen Spiele von Salt Lake City qualifizieren konnte, beendete sie im Januar 2002 ihre aktive Laufbahn.

## Erfolge

### Olympische Spiele
- Nagano 1998: 11. Aerials

### Weltmeisterschaften
- Nagano 1997: 2. Aerials
- Meiringen-Hasliberg 1999: 13. Aerials
- Whistler 2001: 2. Aerials

### Weltcupwertungen
| Saison  | Gesamt | Gesamt | Aerials | Aerials |
| Saison  | Platz  | Punkte | Platz   | Punkte  |
| ------- | ------ | ------ | ------- | ------- |
| 1993/94 | 97.    | 4      | 31.     | 28      |
| 1994/95 | 73.    | 12     | 23.     | 92      |
| 1995/96 | 28.    | 68     | 12.     | 612     |
| 1996/97 | 15.    | 86     | 4.      | 688     |
| 1997/98 | 24.    | 71     | 8.      | 500     |
| 1998/99 | 20.    | 67     | 10.     | 200     |
| 1999/00 | 22.    | 64     | 11.     | 256     |
| 2000/01 | 45.    | 34     | 22.     | 136     |
| 2001/02 | 49.    | 32     | 26.     | 160     |

### Weltcupsiege
Rohrbach errang im Weltcup 7 Podestplätze, davon 1 Sieg:
| Datum           | Ort       | Land   | Disziplin |
| --------------- | --------- | ------ | --------- |
| 14. Januar 1996 | Blackcomb | Kanada | Aerials   |

### Europacup
- Saison 1998/99: 1. Gesamtwertung, 1. Aerials-Wertung
- Saison 1999/00: 1. Aerials-Wertung
- Saison 2001/02: 8. Gesamtwertung, 3. Aerials-Wertung
- 6 Podestplätze, davon 3 Siege:

| Datum           | Ort         | Land      | Disziplin |
| --------------- | ----------- | --------- | --------- |
| 19. März 1999   | Hochstuckli | Schweiz   | Aerials   |
| 21. März 1999   | Grindelwald | Schweiz   | Aerials   |
| 3. Februar 2001 | Maribor     | Slowenien | Aerials   |

### Weitere Erfolge
- min. 1 Schweizer Meistertitel (Big Air 2001)
- Aerials-Gold bei den Internationalen Jugendmeisterschaften 1994
- 1 Sieg in einem FIS-Wettkampf